# Interstate 516
Pour les articles homonymes, voir Route 516.
L'Interstate 516 (I-516, aussi connue comme W.F. Lynes Parkway) est une autoroute auxiliaire de 6,49 miles (10,44 km) de long principalement située dans la ville de Savannah, au sud-est de la Géorgie. Durant toute sa longueur, l'I-516 est concurrente de la SR 21, route à laquelle l'I-516 a succédé.

## Description du tracé

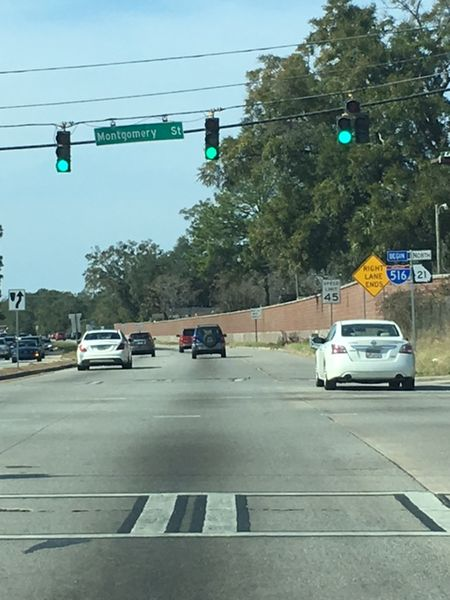
Le terminus ouest de l'I-516 (W.F. Lynes Parkway) à l'intersection avec DeRenne Avenue et Montgomery Street à Savannah en février 2017.

L'I-516 débute dans la partie nord-est de Garden City comme continuation de la SR 21 (Augusta Road), où l'I-516 suit son trajet. Les deux autoroutes se dirigent vers le sud-est via un échangeur avec SR 25 / SR 26 (Burnsed Blvd), qui mène à la US 80. L'I-516 croise ensuite le Dundee Canal et passe au sud-ouest du Mary Calder Golf Club. L'autoroute passe au-dessus du Savannah–Ogeechee Canal. Elle croise ensuite West Gwinnett Street avec un échangeur. La US 17 partage le tracé de l'I-516 sur une courte distance. À Ogeechee Road, celle-ci quitte le tracé de l'I-516. Elle continue vers le sud-ouest pour croiser le terminus nord de la Veterans Parkway, juste avant d'adopter une courbe vers le sud-est. Elle croise, sans avoir d'échangeur, Liberty Parkway. Elle passe au-dessus des voies ferrées de CSX Transportation avant de croiser le Springfield Canal. Au nord-ouest de Mildred Street, l'autoroute se termine en boulevard. Il croise quelques intersections pour finalement prendre fin au croisement avec Montgomery Street.
L'I-516 est une des plus courtes Interstate Highways. Elle n'est pas une autoroute dans tout son tracé. Les 0,50 mile les plus près du terminus est ont une vitesse maximale de 45 mph (72 km/h), une intersection à niveau avec Mildred Street, une voie pour tourner à droite sur De Renne Avenue et une zone scolaire où la limite de vitesse est 35 mph (56 km/h). L'entrée vers Mildred Street est souvent fermée par des barrières de béton puisqu'elle est principalement utilisée pour accéder à Hunter Army Air Field depuis l'Interstate.
Tout l'I-516 fait partie du National Highway System, un système de routes considérées comme essentielles.

## Liste des sorties
Les numéros des sorties suivent un schéma inversé.
| Interstate 516                            |              |      |       |        |                                                                                                   |                                                                                               |
| Comté                                     | Municipalité | mi   | km    | Sortie | Intersections / Destinations                                                                      | Notes                                                                                         |
| Chatham                                   | Garden City  | 0,00 | 0,00  |        | SR 21 (en) nord (Augusta Road) – Springfield                                                      | Terminus ouest; la route continue comme SR 21; terminus ouest du multiplex avec SR 21         |
| Chatham                                   | Garden City  | 0,10 | 0,16  | 8      | SR 25 (en) nord vers US 80                                                                        | Terminus ouest du multiplex avec SR 25                                                        |
| Chatham                                   | Savannah     | 1,30 | 2,10  | 7B     | West Bay Street – Centre-ville de Savannah                                                        |                                                                                               |
| Chatham                                   | Savannah     | 1,60 | 2,60  | 7A     | US 80 ouest / SR 26 (en) ouest (Augusta Avenue)                                                   | Sortie direction ouest, entrée direction est; terminus ouest du multiplex avec US 80 / SR 26  |
| Chatham                                   | Savannah     | 2,30 | 3,70  | 6      | Gwinnett Street – Station Amtrak                                                                  | Sortie direction ouest, entrée direction est                                                  |
| Chatham                                   | Savannah     | 2,50 | 4,00  | 5      | I-16 (Jim Gillis Historic Savannah Parkway) / US 17 nord – Savannah, Macon                        | Sortie 164A-B de l'I-16; terminus ouest du multiplex avec US 17                               |
| Chatham                                   | Savannah     | 3,20 | 5,10  | 4      | Tremont Road                                                                                      | Sortie direction ouest, entrée direction est                                                  |
| Chatham                                   | Savannah     | 3,80 | 6,10  | 3      | US 17 sud / US 80 est / SR 25 (en) sud / SR 26 (en) est (Ogeechee Road) – Brunswick, Centre-ville | Terminus est du multiplex avec US 17 / SR 25 / SR 26                                          |
| Chatham                                   |              | 4,70 | 7,60  | 2      | Veterans Parkway sud – Georgetown                                                                 |                                                                                               |
| Chatham                                   | Savannah     | 6,90 | 11,10 |        | SR 21 (en) sud (DeRenne Avenue)                                                                   | Terminus est; la route continue comme SR 21 vers le sud; terminus est du multiplex avec SR 21 |
| - Terminus de multiplex - Accès incomplet |              |      |       |        |                                                                                                   |                                                                                               |